# Џодха Акбар (филм)
Џодха Акбар (хинд. जोधा अकबर) је индијски филм из 2008. године. Џода Акбар је прича о романси Акбара Великог, владара муслиманске вере кога игра Ритик Рошан, и прелепе хинду принцезе Џодхабаи, коју тумачи Ајшварија Рај. Музику за филм, чији је саундтрек објављен 2008. године, потписује композитор А.Р. Рахман.

## Радња
Ово је прича о великом цару Џалалудину Мохамеду Акбару (Ритик Росан) који је је владао Индијом, и Џодхи (Ајшварија Рај), ватреној младој принцези из Раџипута. Смештена у 16. век, епска романса почиње као венчање у алијанси две културе и религије у име политичких циљева, када је индијски краљ Бхармал (Кулбхушан Кхарбанда) из Амера дао руку своје ћерке муслиманском цару Акбару. Када је Акбар прихватио правила венчања, није ни очекивао да ће га жеља да оснажи своје везе са Раџипутом повести на пут истинске љубави. Од ратишта на којем је млади Џалалудин крунисан и тако задобио име Акбар Велики (на арапском акбар значи велики), трудио се да задобије љубав лепе Џодхе. Филм је импресивна слика моћног императора и његове романсе са прелепом и пркосном принцезом.

## Улоге
| Глумац            | Улога                    |
| ----------------- | ------------------------ |
| Ритик Рошан       | Џалалудин Мохамед Акбар  |
| Ајшварија Рај     | Раџкумари Џодхабаи       |
| Сону Суд          | Раџкумари Субџамал       |
| Кулбушан Карбанда | Раџа Бхармал             |
| Сухасини Мулај    | Рани Падмавати           |
| Раза Мурад        | Шамсудин Амага Хан       |
| Пунам Синха       | Малика Хамида Бану Бегум |
| Раџеш Вивек       | Чугтај Хан               |
| Раџу Пандит       | Раџа Бхати               |
| Бхарат Кумар      | Раџа Чаухан              |
| Раџив Сехгал      | Раџа Вирата              |